# Condado de Polk (Wisconsin)
El condado de Polk (en inglés: Polk County), fundado en 1848, es uno de 72 condados del estado estadounidense de Wisconsin. En el año 2000, el condado tenía una población de 41,319 habitantes y una densidad poblacional de 17 personas por km². La sede del condado es Balsam Lake. El condado recibe su nombre en honor al Presidente de los Estados Unidos James Polk.

## Geografía
Según la Oficina del Censo, el condado tiene un área total de 2,476 km², de la cual 2,375 km² es tierra y 101 km² (4.08%) es agua.

### Condados adyacentes
- Condado de Burnett (norte)
- Condado de Barron (este)
- Condado de Dunn (sureste)
- Condado de Sainte Croix (sur)
- Condado de Washington, Minnesota (suroeste)
- Condado de Chisago, Minnesota (oeste)

## Demografía
En el censo de 2000, habían 41,319 personas, 16,254 hogares y 11,329 familias residiendo en el condado. La densidad poblacional era de 17 personas por km². En el 2000 había 21,129 unidades habitacionales en una densidad de 9 por km². La demografía del condado era de 97.64% blancos, 0.15% afroamericanos, 1.06% amerindios, 0.26% asiáticos, 0,03% isleños del Pacífico, 0.20% de otras razas y 0.67% de dos o más razas. 0.80% de la población era de origen hispano o latino de cualquier raza.

## Localidades

### Ciudades, pueblos y villas
| - Alden - Amery - Apple River - Balsam Lake - Beaver - Black Brook - Bone Lake - Centuria | - Clam Falls - Clayton (pueblo) - Clayton (villa) - Clear Lake (pueblo) - Clear Lake (villa) - Dresser - Eureka - Farmington | - Frederic - Garfield - Georgetown - Johnstown - Laketown - Lincoln - Lorain - Luck (pueblo) | - Luck (villa) - McKinley - Milltown (villa) - Milltown (pueblo) - Osceola - St. Croix Falls - Sterling - Turtle Lake (parcial) | - West Sweden |

### Áreas no incorporadas
- Cushing
- Ubet